# 김기석 (권투 선수)
김기석(金基碩, 1980년 9월 1일~)은 대한민국의 권투 선수, 지도자로 2000년과 2004년 하계 올림픽 남자 복싱에 참가했다. 은퇴 후에는 동양대학교 감독을 거쳐 영주시청 코치로 활동하고 있다.